# Lago Trasimeno
El lago Trasimeno es un lago de Italia localizado en el centro del país, en la región de Umbría (provincia de Perugia). Se extiende por un área de 128 km², con 18 km de largo y 15 de ancho. Es el cuarto mayor lago del país, ubicado a 258 m s. n. m. Su profundidad máxima es de entre 6 y 7 m. A diferencia de otros lagos de la región, no es de origen volcánico. La ciudad más próxima es Perugia, a unos 15 km al este, y donde se le llama Lago di Perugia. La ciudad de Chiusi se encuentra a otros 15 km al sudeste y Cortona a 12 km al noroeste.
El lugar es famoso por haber sido escenario de la victoria de Aníbal en la batalla de Trasimeno frente al cónsul romano, Cayo Flaminio en el 217 a. C.
El lago cuenta con tres islas: en la Maggiore se encuentra una pequeña población de tan sólo 35 habitantes. Tiene 24 ha y el punto más alto de la misma se alza 309 m s. n. m. El territorio de la isla depende administrativamente de la comuna, Tuoro sul Trasimeno. La denominada  Isla Polvese, la mayor de las tres islas, tiene una extensión de 69,6 ha y la altura máxima alcanza los 313,4 m s. n. m.; depende administrativamente de la comuna de Castiglione del Lago. La más pequeña es la denominada Minore y ocupa un área de tan sólo 5 ha y apenas se eleva 278 m s. n. m., dependiendo administrativamente de la comuna de Passignano sul Trasimeno.

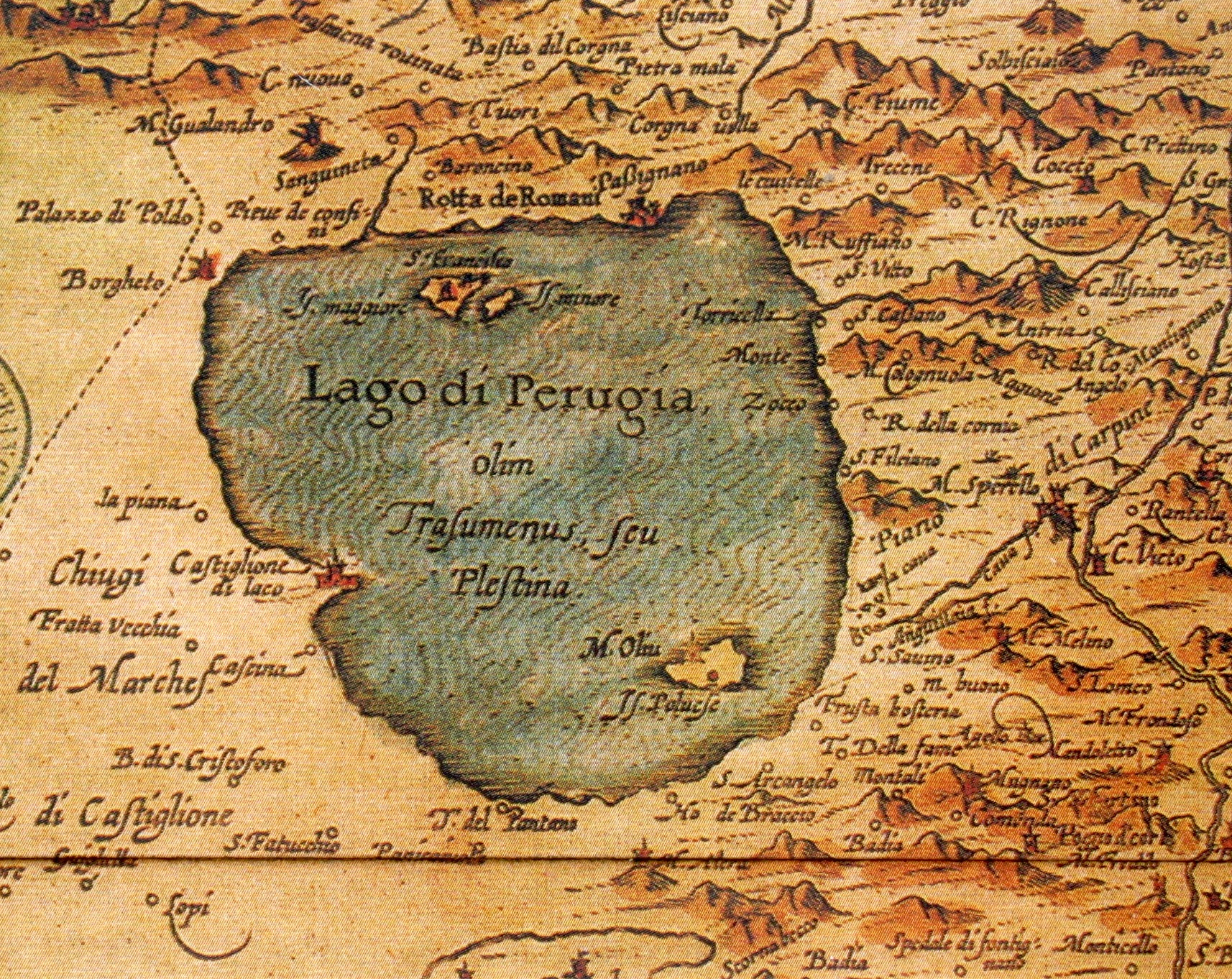
Mapa del Trasimeno, ca. 1600 de G.A. Magini.
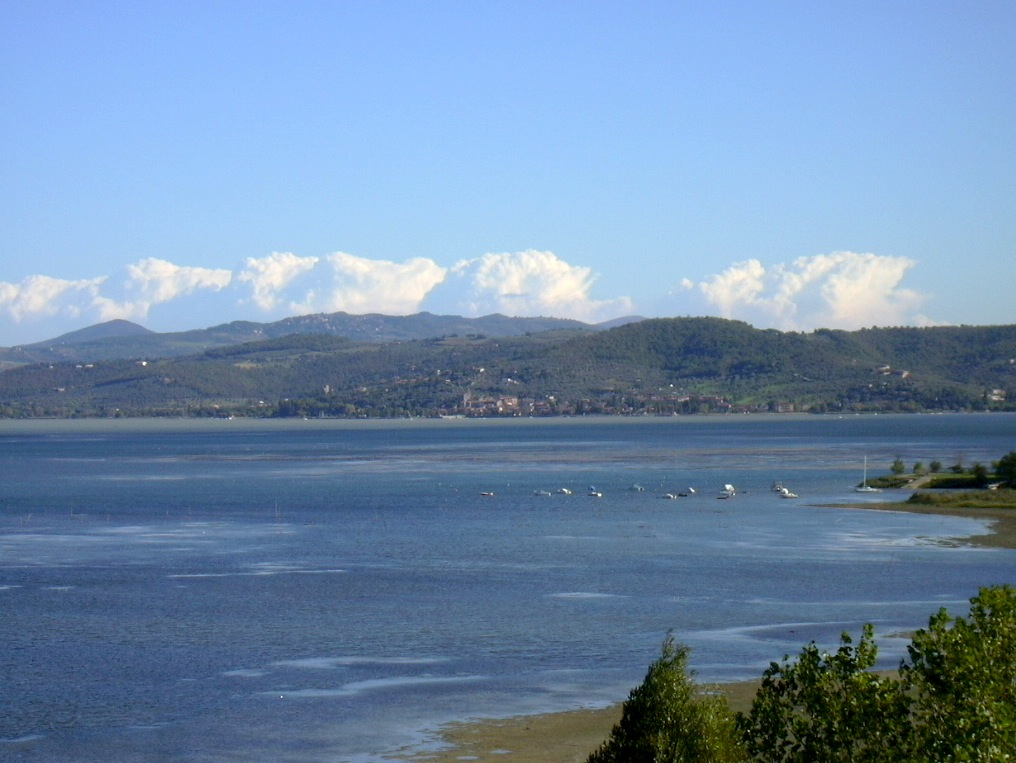
Lago Trasimeno.
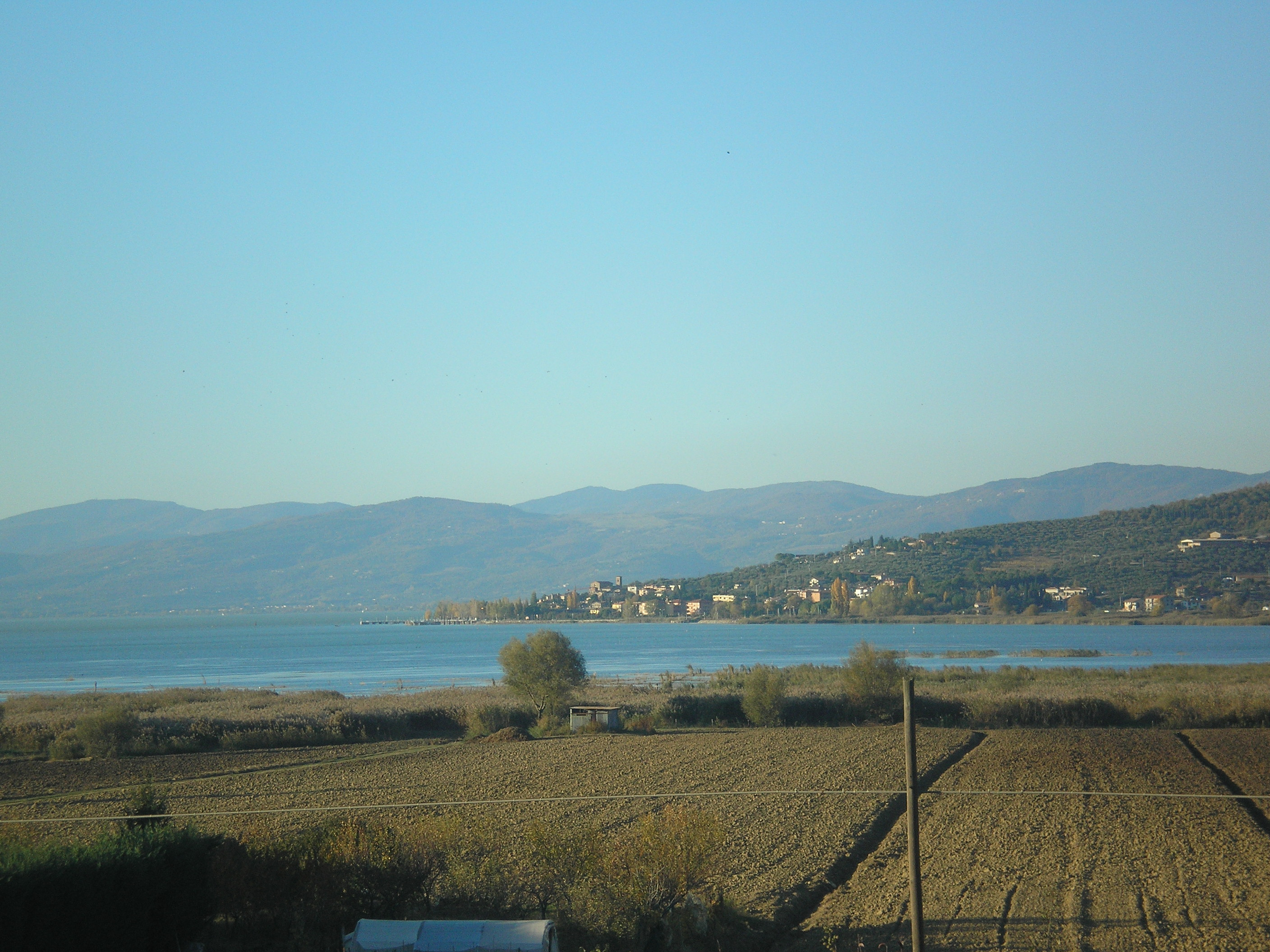
Panorama desde Montebuono di Magione.